# Radosław Elis
Radosław Elis (ur. 27 marca 1975 w Pilawie) – polski aktor filmowy i teatralny oraz wokalista.

## Życiorys
Absolwent Liceum Ogólnokształcącego im. Marszałka Józefa Piłsudskiego w Garwolinie. W 1998 ukończył studia w Akademii Teatralnej w Warszawie. W latach 1998–2001 aktor Teatru Narodowego w Warszawie. W latach 2002–2018 aktor Teatru Nowego w Poznaniu, z którym nadal współpracuje. Od września 2018 etatowy aktor Teatru Muzycznego w Poznaniu. W 2011 został uhonorowany Medalem Młodej Sztuki.

## Filmografia
- 1997-2010: Złotopolscy – Mirek Gabriel
- 1997: Sposób na Alcybiadesa – Zenon Zasępa
- 1998: Spona – Zenon Zasępa
- 1999: Wszystkie pieniądze świata – Władek
- 2000: Sukces – kolega Anetki
- 2000: Twarze i maski – aktor
- 2007-2009: Pierwsza miłość – Krystian Siewicz
- 2017: Syn Królowej Śniegu
- 2018: Przyjaciółki – właściciel baru „Neon”